# Strada statale 736 di Cosenza

La strada statale 736 di Cosenza (SS 736) è una strada statale italiana che collega l'A2 Salerno-Reggio Calabria all'omonimo capoluogo calabrese.
Con i suoi 693 metri è la strada statale più corta d’Italia.

## Percorso
La strada ha origine dallo svincolo di Cosenza sull'autostrada A2. Si presenta a carreggiata doppia con due corsie per senso di marcia e il suo percorso breve percorso di neanche 700 metri termina in piazza Maestri del Lavoro nel centro abitato di Cosenza.
Inizialmente compreso nell'area di svincolo dell'autostrada stessa, come testimoniato dalla segnaletica ancora esistente in loco, ha ottenuto la classificazione attuale nel 2015 col seguente itinerario "Svincolo di Cosenza con l'A3 - Piazza Maestri del Lavoro", modificato poi nel corso del 2017 in "Svincolo di Cosenza con l'A2 - Piazza Maestri del Lavoro" con l'istituzione dell'A2 Fisciano- Villa San Giovanni.

## Tabella Percorso
| di Cosenza |                                     |      |           |
| Tipo       | Indicazione                         | ↓km↓ | Provincia |
|            | Salerno - Reggio C.                 | 0    | CS        |
|            | Piazza Maestri del Lavoro (Cosenza) | 0,6  | CS        |